# پیونگ‌وون
پادشاه پیونگ‌وون (به کره‌ای: 평원태왕)، (سلطنت: ۵۵۹~۵۹۰ میلادی)؛ بیست و پنجمین امپراتور گوگوریو شمالی‌ترین از میان سه پادشاهی کره و پسر بزرگ پادشاه یانگ‌وون بیست و چهارمین امپراتور گوگوریو بود.بر اساس گفته سامگوک ساگی او شجاع و دلیر بود و در اسب سواری و تیراندازی مهارت داشت.
در مقایسه با دیگر پادشاهان گوگوریو، او توجه کمتری را به خود جلب کرده است و عموم مردم عمدتاً او را فقط به عنوان پدر شاهدخت پیونگگانگ و پدرزن ژنرال «اون دال» می‌شناسند، با این حال، او هنوز یک پادشاه بزرگ پنهان است که به عنوان پادشاهی که در بحبوحه تغییرات سریع در اوضاع بین‌المللی در شرق آسیا در اواخر قرن ششم، به دنبال اقدامات واکنشی چندجانبه بود بسیار مورد توجه قرار می‌گیرد زیرا گوگوریو را که به دلیل جنگ‌های داخلی میان اشراف پس از پایان سلطنت پادشاه پادشاه آن‌وون در حال فروپاشی بود، احیا کرد. در کتاب «دونگ گوک تونگگام» که کتابی از دوران پادشاهی چوسان است پادشاه پیونگ‌وون را پادشاهی بزرگ و خردمند توصیف می‌کند.

## خانواده
- پدر: پادشاه یانگ‌وون (به کره‌ای: 양원태왕)
  - پدربزرگ: پادشاه آن‌وون (به کره‌ای: 안원태왕)
  - مادربزرگ: همسر میانی (به کره‌ای: 중부인)
- همسر ناشناس
  - دختر: شاهدخت پیونگگانگ (به کره‌ای: 평강공주) - با ژنرال اون دال ازدواج کرد (به کره‌ای: 온달).
  - پسر نخست: شاهزاده ته‌وون (به کره‌ای: 대원)
  - پسر دوم: شاهزاده گونمو (به کره‌ای: 건무)
  - پسر سوم: شاهزاده ته‌یانگ (به کره‌ای: 대양)؛ پدر پادشاه بوجانگ.

## حکومت
سال‌های حکومت پادشاه پیونگ‌وون به‌طور کلی مورد توافق مورخان است، اما سال تولد او با هیچ درجه‌ای از قطعیت مشخص نشده است. مشخص است که او پسر ارشد پادشاه یانگ‌وون بود و درسال ۵۵۷ میلادی، دو سال قبل از به دست گرفتن قدرت کامل، ولیعهد شد. گفته می‌شود که او شجاع بود و در اسب سواری و تیراندازی با کمان مهارت داشت.
در این زمان، قدرت سلطنتی به‌طور قابل توجهی توسط اشراف از بین رفته بود. او که نگران مردم بود، به توسعه کشاورزی و کشاورزی دامن زد و غذاهای سلطنتی را کاهش داد.
او روابط پرتنش اما نسبتاً صلح آمیزی با گوک‌ترک‌ها و دودمان‌های چینی برقرار کرد، و درسال ۵۷۷ میلادی برای مدت کوتاهی با ژو شمالی در شبه‌جزیره لیائودونگ نبرد کرد. او بارها برای سلسله چین، چی شمالی، ژو شمالی و دودمان سوئی ادای احترام می‌کرد. هنگامی که سلسله سوئی چین را متحد کرد، پادشاه پیونگ‌وون برای جنگ قریب‌الوقوع آماده شد.
مرز جنوبی با دو پادشاهی کره دیگر نسبتاً صلح آمیز بود زیرا اتحاد شیلا و بکجه از هم پاشید بود. درسال ۵۸۶ میلادی پایتخت را به قلعه پیونگ‌یانگ منتقل کرد.
در سال ۵۹۰ (سال سی و دوم سلطنت)، پادشاه این خبر را دریافت کرد که ایالت چن سقوط کرده است و به شدت نگران شد. او برای اهداف دفاعی دستور داد تا سربازان آموزش ببینند و تدارکات نظامی را افزایش دهند.
حکومت پادشاه پیونگ‌وون درسال ۵۹۰ میلادی به پایان رسید که به گفته سامگوک ساگی سال مرگ وی است، اما هیچ سند خاصی برای تأیید شرایط وجود ندارد.
به او لقب سلطنتی پس از مرگ پادشاه پیونگ‌وون داده شد.
در کتاب نیهون شوکی، ثبت شده است که پدرش، پادشاه یانگ‌وون، در سن ۸ سالگی (۷ سال به سن کره‌ای) پس از یک جنگ داخلی به تخت سلطنت نشست. بر اساس این گزارش، از آنجایی که پادشاه یانگ وون در اوایل دهه بیست سالگی خود درگذشت، می‌توان فرض کرد که پادشاه پیونگ وون نیز در سنین جوانی به سلطنت رسیده است. در سالنامه‌های پادشاه یانگون از سلسله سامگوک ساگی، ثبت شده است که پادشاه پیونگ وون در سال ۵۵۷ به عنوان ولیعهد تاجگذاری کرد، بنابراین می‌توان فرض کرد که او حداقل قبل از آن متولد شده است، اما از آنجایی که سن پادشاه یانگ وون با هیچ چیز دیگری غیر از نیهون شوکی مطابقت داده نشده است، جزئیات ناشناخته است. به‌طور خاص، سن پادشاه یانگ وون با سوابق موجود در سامگوک ساگی در تضاد است، بنابراین بسیار محتمل است که او حداقل از سوابق موجود در نیهون شوکی مسن‌تر بوده باشد. با این حال، حتی با در نظر گرفتن این موضوع، از آنجایی که فرض بر این است که پادشاه یانگ وون در سنین جوانی درگذشته است، می‌توان فرض کرد که پادشاه پیونگ وون نیز در سنین جوانی به سلطنت رسیده است. با این حال، یک استدلال مخالف قابل توجه نیز وجود دارد. پادشاه یونگ یانگ، پسر پادشاه پیونگ وون، در هفتمین سال سلطنت پادشاه پیونگ وون (سال ۵۶۵) به عنوان ولیعهد تاجگذاری کرد. با این حال، بر اساس شرایط، به نظر می‌رسد که پادشاه یونگ یانگ در سن بسیار کمی به عنوان ولیعهد تاجگذاری کرد. بر اساس سوابق موجود در نیهون شوکی، پادشاه پیونگ وون پسرش، پادشاه یونگ یانگ، را حداکثر در اوایل نوجوانی به دنیا آورد.
علاوه بر این، در گزارش اوندال در سامگوک ساگی، گفته شده است که دامادش اوندال سهم بزرگی در جنگ علیه امپراتور وو از سلسله ژو شمالی، یوون یونگ، داشته است. این حدود نوزدهمین سال سلطنت پادشاه پیونگ وون (۵۷۷) بود. البته، تفسیرهای زیادی از داستان اوندال وجود دارد، اما درست است که پادشاه پیونگ وون در همین زمان یک دختر متأهل داشت، بنابراین این ادعا که پادشاه پیونگ وون در سنین جوانی به سلطنت رسیده است، فاقد اعتبار است و بخشی که مربوط به داماد کردن اوندال و ارتقای او است، به طرق مختلف در رابطه با ریشه‌های واقعی اوندال و نیات پادشاه پیونگ وون تفسیر می‌شود. برای اطلاع از هویت واقعی اوندال، به سند مربوطه مراجعه کنید. از سوی دیگر، او پادشاهی خردمند بود که در کتاب‌های تاریخ به‌طور خاص به عنوان فردی «باتقوا» توصیف شده است. برای تسکین مردم گرسنه، او میزان مصرف غذای خود را کاهش داد، کشاورزی و تجارت را تشویق کرد و ساخت قلعه چانگ‌آن را که توسط پادشاه قبلی ساخته شده بود، موقتاً متوقف کرد تا مردم را آرام کند. در بیست و هشتمین سال سلطنت پادشاه پیونگ وون (۵۸۶)، پایتخت از پیونگ یانگ به چانگ آن منتقل شد.
او تهاجم سلسله ژو شمالی چین را در سال ۵۷۷ در مزارع بائشان دفع کرد. شخصی که در این زمان فعال بود، اوندال بود. با این حال، در نبرد با شیلا در جنوب، به دلیل مصالحه، این حمله موفقیت‌آمیز نبود. با این حال، سلسله سوئی که در سال ۵۸۱ پس از سلسله ژو شمالی تأسیس شد، سلسله جین از سلسله جنوبی را در سال ۵۸۹ نابود کرد و چین را متحد ساخت. علاوه بر این، برخی از خیتان‌هایی که بخشی از گوگوریو بودند، تسلیم سلسله سویی شدند و وضعیت تاریکی بر شمال غربی سایه افکند. این به دیپلماسی دو جانبه که از زمان پادشاه جانگسو ادامه داشته است، پایان می‌دهد. به همین دلیل، پادشاه پیونگ وون به رویارویی با شیلا در جنوب پایان داد و بر تثبیت شمال غربی تمرکز کرد. در این دوره، شیلا تحت رهبری پادشاه جین‌هونگ از شیلا، که پادشاه سونگ از بکجه را در سال ۵۵۴ شکست داد، در اوج قدرت خود بود. با توجه به ستون یادبود هوانگ‌چوریونگ و ستون یادبود ماون‌ریونگ که در سال ۵۶۸ ساخته شدند، گوگوریو توسط شیلا فتح شده بود، از جمله بخش مرکزی شبه جزیره کره و منطقه هامگیونگ‌دو. این تنها دوره در تاریخ گوگوریو است که منطقه هامهونگ توسط شیلا فتح شد. با این حال، بر اساس محتوای ستون یادبود هوانگچوریونگ، گوگوریو رویکردی مبنی بر عدم جنگ دیگر با شیلا نشان می‌دهد و تصرفات ارضی شیلا را به رسمیت می‌شناسد، که به نظر می‌رسد تلاشی برای تمرکز بر تثبیت جبهه شمالی، همان‌طور که در بالا ذکر شد، باشد.
تعداد صنعتگران در تای‌فو کم نیست، بنابراین اگر پادشاه کاملاً به آنها نیاز داشته باشد، می‌تواند خودش آنها را سفارش دهد. با این حال، چند سال پیش، او مخفیانه آمد و از ثروت و سود خود برای نفوذ در افراد خرده‌پا استفاده کرد و به‌طور خصوصی کمانداران را برداشت و به گوگوریو فرار کرد. از آنجایی که نیت او برای تعمیر سلاح خیر نبود، آیا از ترس شایعات آن را ندزدیده بود؟ (حذف شده) او همچنین مرتباً سواره نظام برای کشتن مردم در مناطق مرزی می‌فرستاد و نقشه‌های فریبنده زیادی برای ایجاد شایعات دروغین اجرا می‌کرد، که البته این رویکرد، رویکرد یک فرد عادی نبود.
- «کتاب سویی» جلد ۸۱، زندگینامه پادشاه پیونگ‌وون
علاوه بر این، سابقه‌ای در نیهون شوکی، امپراتور کین‌مئی وجود دارد که نشان می‌دهد در سال ۵۷۰ میلادی، فرستاده‌ای به وا فرستاده شد تا رسماً یک مسیر دیپلماتیک بین گوگوریو و وا برقرار کند. در گذشته، گوگوریو و وا رابطه خصمانه‌ای داشتند. به عنوان مثال می‌توان به زمانی اشاره کرد که پادشاه گوانگتو کبیر نیروهای متحد بکجه، وا و گایا را که در سال ۴۰۰ میلادی به شیلا حمله کرده بودند، دفع کرد و سپس چهار سال بعد دوباره آنها را در پیونگ یانگ و دِه بانگ نابود کرد. در طول سلطنت پادشاه جانگسو، فرستادگان گوگوریو به وائه رفتند، اما موفق به برقراری روابط دیپلماتیک نشدند. اگرچه تبادلات پس از آن ادامه یافت، اما دیپلماسی تمام عیار با ژاپن در زمان سلطنت پادشاه پیونگ وون آغاز شد. در این زمان، مسیر اعزام فرستادگان، عبور از دریای شرقی برای اجتناب از شیلا و رفتن به منطقه کاگا در هوکوریکو بود. بعدها، بالهه نیز هنگام اعزام فرستادگان به ژاپن از این مسیر استفاده کرد. البته این سفر طولانی و طاقت‌فرسا بود، و حتی در سال ۵۷۳، زمانی که فرستاده‌ای به ژاپن فرستاده شد، بسیاری از مردم غرق شدند. آنها در عرض پنج سال، سه بار هیئت دیپلماتیک اعزام کردند. دلیل تلاش برای برقراری روابط دیپلماتیک با وا به این سرعت و به زور این بود که گایا برای آخرین بار در سال ۵۶۲ به‌طور کامل توسط شیلا فتح شد و ته گایا آخرین فتح بود. همان‌طور که در سوابق ستون یادبود پادشاه جین‌هیونگ دیده می‌شود، در سال ۵۶۸، ساحل هامگیونگ-دو در شرق پیونگ‌یانگ توسط پادشاه جین‌هیونگ تصرف شد و پادشاه جین‌هیونگ شخصاً به همراه وزرایش از منطقه بازدید کرد تا ساکنان را آموزش دهد و حتی چندین ستون یادبود برای نشان دادن حضور خود برپا کرد؛ بنابراین، به نظر می‌رسد که پادشاه پیونگ وون به یک متحد جدید نیاز داشت تا شیلا را که مانند خورشیدی در حال طلوع بود، از پشت سر مهار کند. جالب اینجاست که در نیهون شوکی، یک سند تبلیغاتی وجود دارد که نشان می‌دهد در این دوره، قلعه پیونگ یانگ گوگوریو مورد حمله قرار گرفته و حتی کاخ سلطنتی نیز غارت شده است. به نظر می‌رسد این متن برای اغراق در تبلیغات بکجه علیه گوگوریو یا دستاوردهای بکجه در حمله به گوگوریو با کمک وا نوشته شده است، به طوری که به نظر برسد وا کشور اصلی بوده است. نظریه غالب این است که سنت‌ها و افسانه‌های شفاهی که نسل به نسل توسط اشراف باکجه که بعدها به ژاپن گریختند، منتقل شده بودند، هنگام تدوین نیهون شوکی گردآوری و شاخ و برگ یافتند.
در ماه اوت، امپراتور ژنرال اوهتومو نو موراجی سادهیکو را برای رهبری ده‌ها هزار سرباز برای حمله به گوگوریو اعزام کرد. اوهوتومونو موراجی سادهیکو با استفاده از استراتژی باکجه گوگوریو را شکست داد. پادشاه از دیوار بالا رفت و فرار کرد. اوهوتومونو موراجی سادِهیکو سرانجام بر موج پیروزی خود سوار شد و وارد قصر شد و تمام گنجینه‌های گرانبها، هفت کتاب و خانه آهنین را با خود برد. (طبق کتاب‌های قدیمی، خانه آهنین بر فراز برجی بلند در غرب گوگوریو قرار داشت و خانه آهنین در اتاق خواب کاخ داخلی پادشاه گوگوریو قرار داشت) چیلجی‌کجانگ خود را به امپراتور معرفی کرد و دو دست زره، دو شمشیر مزین به طلا، سه زنگوله مسی، دو میله پرچم پنج رنگ، زن زیبا وون (وون نام دارد) و کنیزش اوجونجا را برای وزیر کشاورزی، غذا و امور روستایی سوگا فرستاد. در آن زمان، پادشاه آن دو زن را به همسری خود درآورد و آنها را در گوکجون گیونگ (کارو) ساکن کرد. چئول اوک در جانگانسا است. من نمی‌دانم این معبد در کدام کشور است. در برخی کتاب‌ها گفته شده است که «در سال یازدهم، دائه‌بانیوپ‌سویون‌ریون به همراه باکجه، گوگوریو و یانگ‌هیانگ را از بیجین‌ریودو بیرون راندند.»
_جلد ۱۸ از کتاب نیهون‌شوکی
سوابق موجود در سامگوک ساگی
- در سال اول، پادشاه پیونگ وون بر تخت سلطنت نشست.
- در سال دوم، در دومین ماه بهار، چی شمالی پادشاهی را منصوب می‌کند.
- بهار، مراسم یادبودی در آرامگاه بنیانگذار برگزار می‌شود.
- پادشاه زندانیان را عفو می‌کند.
- ماه چهارم بهار، پرندگان عجیب و غریب

در قصر جمع می‌شوند.
- در ششمین ماه تابستان، سیلی رخ می‌دهد.
- در سال سوم، ماه زمستان، به چی شمالی خراج پرداخت می‌شود.
- در اولین ماه بهار، شاهزاده یوان به عنوان ولیعهد منصوب می‌شود.
- دوازدهمین ماه زمستان، خراج به جین پرداخت می‌شود.
- در سال دوازدهم، در دوازدهمین ماه زمستان، خراج به جین پرداخت می‌شود.
- درسال سیزدهم، در ماه دوم بهار، جین درسال سیزدهم، در ماه هفتم پاییز، پادشاه در پائه‌ها شکار می‌کند.
- هشتم پاییز، تعمیرات کاخ متوقف می‌شود.
- در سال پانزدهمماه اول بهار، به جین خراج می‌دهد.
- در سال نوزدهم، ژو او را به پادشاهی منصوب می‌کند.
- درسال بیست و سوم، در ماه دوم بهار، ستارگان زیادی سقوط می‌کنند.
- درسال بیست و سوم، در ماه هفتم پاییز، یخبندان و تگرگ می‌بارد.
- در زمستان، او مردم گرسنه را نجات می‌دهد.
- او در همان سال به شو خراج می‌دهد و شو او را به پادشاهی منصوب می‌کند.
- در سال چهاردهم، در ماه اول بهار، او به شو خراج می‌دهد.
- در سال چهاردهم، به شو خراج می‌دهد.
- در سال پانزدهم، در ماه اول در بهار، او به شو خراج می‌دهد.
- در فوریه بهار (سال بیست و پنجم) به سویی. در آوریل تابستان (سال بیست و پنجم) به کشاورزی و پرورش کرم ابریشم تشویق می‌کند.
- (سال بیست و پنجم) به سویی خراج می‌دهد.
- دردسامبر زمستان (سال بیست و هفتم فرستاده جشنی برگزار می‌کند. در دسامبر زمستان (سال بیست و هشتم) به چین خراج می‌دهد. پایتخت را به چانگ‌آن منتقل می‌کند.
- (سال سی و دوم) پس از شنیدن خبر سقوط چین در دسامبر زمستان (سال سی و دوم) برای حمله به سویی آماده می‌شود.
- در دسامبر زمستان (سال سی و دوم) پادشاه را فوت می‌کند.

## تصویرسازی مدرن
- توسط کیل یونگوو درسال ۲۰۰۹ KBS2 در مجموعه تلویزیونی «لی پیونگکانگ شکست ناپذیر» به تصویر کشیده شد.
- توسط «لی یونگجیک» درسال ۲۰۱۷ نتفلیکس در مجموعه تلویزیونی «تنها آهنگ عاشقانه من» به تصویر کشیده شد.
- توسط «کیم پوبله» درسال ۲۰۲۱ KBS2 در مجموعه تلویزیونی «طلوع ماه در رودخانه» به تصویر کشیده شد.